# Gare de Dozulé - Putot
La gare de Dozulé - Putot est une ancienne gare ferroviaire française de la ligne de Mézidon à Trouville-Deauville, située sur la commune de Putot-en-Auge, dans le Calvados, proche de Dozulé, dans le département du Calvados en région Normandie. 
Fermée en 1938 au trafic voyageurs, elle est désaffectée et propriété de la commune. Il n'y a plus de ligne en service la desservant.

## Situation ferroviaire
La gare de Dozulé - Putot était située au point kilométrique (PK) 19,5xx de la ligne de Mézidon à Trouville-Deauville, entre la gare de Beuvron-en-Auge et la halte de Brucourt - Varaville. Gare de bifurcation, elle était l'aboutissement de la ligne de Caen à Dozulé-Putot.
La gare était constituée de trois voies : deux pour la ligne Mézidon - Trouville-Deauville et une en direction de Caen.

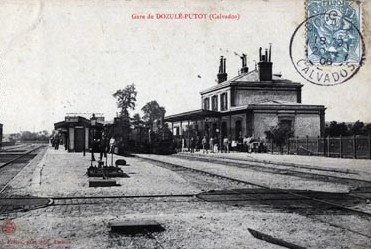
L'intérieur de la gare, au début des années 1900, avec son bâtiment voyageurs, ses quais et ses voies.

## Histoire
La gare est ouverte par la compagnie secondaire de Mézidon à Dives le 15 juillet 1878. Elle est située sur un embranchement ferroviaire construit entre la gare de Mézidon et la gare de Dives-Cabourg afin de desservir l'ouest de la côte Fleurie. Deux ans après l'ouverture de la ligne Mézidon - Dives, on décide d'offrir une liaison plus directe entre la gare de Caen et les stations balnéaires de la côte Fleurie en permettant une correspondance à Dozulé - Putot. Le 1er mai 1881, la gare de Dozulé - Putot est reliée à la capitale bas-normande par la ligne Caen - Dozulé-Putot. Enfin, le 1er septembre 1882, la ligne Mézidon - Dozulé - Dives est reprise par la Compagnie des chemins de fer de l'Ouest qui ouvre la même année l'intégralité de la ligne de la Côte Fleurie depuis Trouville-Deauville.
Les sections Dives - Mézidon et Caen - Dozulé sont fermées depuis 1938 au trafic voyageur. La ligne Caen - Dozulé a été limitée à Troarn après la Seconde Guerre mondiale. L'activité fret a cessé sur la section Mézidon - Dives en 1969. En 1975, la section entre Mézidon et Cabourg, ainsi que les quelques mètres restant au niveau de la gare de Dozulé de la ligne vers Caen, sont déclassés.
Depuis qu'elle a été désaffectée, l'ancienne gare et devenue propriété de la commune. Des logements communaux ont été aménagés, dans les années 1980, dans l'ancien bâtiment voyageurs. En 1997, l'ancienne remise et atelier pour les locomotives a été réaménagé en salle communale. Les différents bâtiments subsistants de l'ancienne gare sont « inscrits au patrimoine départemental ».

## Maquettisme
- Loco Revue propose un plan de découpage permettant de construire une maquette de la gare (n°709 - Août 2006).